# Orange Bowl
Este artículo es sobre el partido de fútbol americano universitario. Para el estadio, véase Miami Orange Bowl.
El Orange Bowl o Tazón de la Naranja es un partido de fútbol americano universitario que se disputa entre equipos de la División I de la NCAA cada año desde 1935 en el área metropolitana  de Miami, estado de Florida, Estados Unidos. Actualmente se disputa en el Estadio Hard Rock.
Tiene la misma antigüedad que el Sugar Bowl y que el Sun Bowl, por lo que empata con estos dos en el segundo puesto de los Bowls universitarios más antiguos, siendo superados solo por el Rose Bowl.

## Historia
Desde 1935 hasta 1996, el encuentro se celebró en el Estadio Orange Bowl de Miami, de donde tomó su nombre. En 1997 se trasladó al Estadio Sun Life de Miami Gardens, volviendo al Estadio Orange Bowl solamente en 1999, debido a un problema de coincidencia de fechas con los partidos de los Miami Dolphins, que juegan en dicho recinto.
Desde 1968 hasta 1991, el Orange Bowl enfrentaba al campeón de la conferencia Big 8 con otro equipo destacado. El Orange Bowl se incorporó a la Bowl Coalition en 1992, año en que enfrentó a los campeones de las conferencias Big 8 y ACC. Lo mismo ocurrió en 1993, y en 1994 enfrentó a los campeones de la Big 8 y la Big East, en ambos casos siendo además considerado el partido final del campeonato nacional. También formó parte de la Bowl Alliance, y en 1995 albergó el partido entre el campeón de la ACC y el independiente Notre Dame. En 1996 jugaron el campeón de la Big East contra el subcampeón de la Big 12. En 1997 volvió a ser considerado el partido final del campeonato nacional, con el encuentro entre los campeones de la Big 12 y la SEC. En 1998 siguió formando parte del sistema de bowls que decidían el campeonato nacional, ahora denominado Bowl Championship Series, siendo nuevamente el partido final en 2001 y 2005. Entre 2006 y 2014 enfrentó al campeón de la ACC contra un equipo destacado, a no ser que el campeón de la ACC disputase el BCS National Championship Game, en cuyo caso lo sustituyó el subcampeón. Desde 2014 es uno de los bowls que rotarán para acoger una semifinal de los College Football Playoff.

## Palmarés
| Temporada | Año  | Ganador                | Marcador | Perdedor               |
| --------- | ---- | ---------------------- | -------- | ---------------------- |
| 1934      | 1935 | Bucknell               | 26 - 0   | Miami                  |
| 1935      | 1936 | Universidad Católica   | 20 - 19  | Mississippi            |
| 1936      | 1937 | Duquesne               | 13 - 12  | Estatal de Mississippi |
| 1937      | 1938 | Auburn                 | 6 - 0    | Estatal de Míchigan    |
| 1938      | 1939 | Tennessee              | 17 - 0   | Oklahoma               |
| 1939      | 1940 | Tec. de Georgia        | 21 - 7   | Misuri                 |
| 1940      | 1941 | Estatal de Mississippi | 14 - 7   | Georgetown             |
| 1941      | 1942 | Georgia                | 40 - 26  | Cristiana de Texas     |
| 1942      | 1943 | Alabama                | 37 - 21  | Boston College         |
| 1943      | 1944 | Estatal de Luisiana    | 19 - 14  | A&M de Texas           |
| 1944      | 1945 | Tulsa                  | 26 - 12  | Tec. de Georgia        |
| 1945      | 1946 | Miami                  | 13 - 6   | Holy Cross             |
| 1946      | 1947 | Rice                   | 8 - 0    | Tennessee              |
| 1947      | 1948 | Tec. de Georgia        | 20 - 14  | Kansas                 |
| 1948      | 1949 | Texas                  | 41 - 28  | Georgia                |
| 1949      | 1950 | Santa Clara            | 21 - 13  | Kentucky               |
| 1950      | 1951 | Clemson                | 15 - 14  | Miami                  |
| 1951      | 1952 | Tec. de Georgia        | 17 - 14  | Baylor                 |
| 1952      | 1953 | Alabama                | 61 - 6   | Syracuse               |
| 1953      | 1954 | Oklahoma               | 7 - 0    | Maryland               |
| 1954      | 1955 | Duke                   | 34 - 7   | Nebraska               |
| 1955      | 1956 | Oklahoma               | 20 - 6   | Maryland               |
| 1956      | 1957 | Colorado               | 27 - 21  | Clemson                |
| 1957      | 1958 | Oklahoma               | 48 - 21  | Duke                   |
| 1958      | 1959 | Oklahoma               | 21 - 6   | Syracuse               |
| 1959      | 1960 | Georgia                | 14 - 0   | Misuri                 |
| 1960      | 1961 | Missouri               | 21 - 14  | Academia Naval         |
| 1961      | 1962 | Estatal de Luisiana    | 25 - 7   | Colorado               |
| 1962      | 1963 | Alabama                | 17 - 0   | Oklahoma               |
| 1963      | 1964 | Nebraska               | 13 - 7   | Auburn                 |
| 1964      | 1965 | Texas                  | 21 - 17  | Alabama                |
| 1965      | 1966 | Alabama                | 39 - 28  | Nebraska               |
| 1966      | 1967 | Florida                | 27 - 12  | Tec. de Georgia        |
| 1967      | 1968 | Oklahoma               | 26 - 24  | Tennessee              |
| 1968      | 1969 | Estatal de Pensilvania | 15 - 14  | Kansas                 |
| 1969      | 1970 | Estatal de Pensilvania | 10 - 3   | Misuri                 |
| 1970      | 1971 | Nebraska               | 17 - 12  | Estatal de Luisiana    |
| 1971      | 1972 | Nebraska               | 38 - 6   | Alabama                |
| 1972      | 1973 | Nebraska               | 40 - 6   | Notre Dame             |
| 1973      | 1974 | Estatal de Pensilvania | 16 - 9   | Estatal de Luisiana    |
| 1974      | 1975 | Notre Dame             | 13 - 11  | Alabama                |
| 1975      | 1976 | Oklahoma               | 14 - 6   | Míchigan               |
| 1976      | 1977 | Estatal de Ohio        | 27 - 10  | Colorado               |
| 1977      | 1978 | Arkansas               | 31 - 6   | Oklahoma               |
| 1978      | 1979 | Oklahoma               | 31 - 24  | Nebraska               |
| 1979      | 1980 | Oklahoma               | 24 - 7   | Estatal de Florida     |
| 1980      | 1981 | Oklahoma               | 18 - 17  | Estatal de Florida     |
| 1981      | 1982 | Clemson                | 22 - 15  | Nebraska               |
| 1982      | 1983 | Nebraska               | 21 - 20  | Estatal de Luisiana    |
| 1983      | 1984 | Miami                  | 31 - 30  | Nebraska               |
| 1984      | 1985 | Washington             | 28 - 17  | Oklahoma               |
| 1985      | 1986 | Oklahoma               | 25 - 10  | Estatal de Pensilvania |
| 1986      | 1987 | Oklahoma               | 42 - 8   | Arkansas               |
| 1987      | 1988 | Miami                  | 20 - 14  | Oklahoma               |
| 1988      | 1989 | Miami                  | 23 - 3   | Nebraska               |
| 1989      | 1990 | Notre Dame             | 21 - 6   | Colorado               |
| 1990      | 1991 | Colorado               | 10 - 9   | Notre Dame             |
| 1991      | 1992 | Miami                  | 22 - 0   | Nebraska               |
| 1992      | 1993 | Estatal de Florida     | 27 - 14  | Nebraska               |
| 1993      | 1994 | Estatal de Florida     | 18 - 16  | Nebraska               |
| 1994      | 1995 | Nebraska               | 24 - 17  | Miami                  |
| 1995      | 1996 | Estatal de Florida     | 31 - 26  | Notre Dame             |
| 1996      | 1996 | Nebraska               | 41 - 21  | Tec. de Virginia       |
| 1997      | 1998 | Nebraska               | 42 - 17  | Tennessee              |
| 1998      | 1999 | Florida                | 31 - 10  | Syracuse               |
| 1999      | 2000 | Míchigan               | 35 - 34  | Alabama                |
| 2000      | 2001 | Oklahoma               | 13 - 2   | Estatal de Florida     |
| 2001      | 2002 | Florida                | 56 - 23  | Maryland               |
| 2002      | 2003 | Sur de California      | 38 - 17  | Iowa                   |
| 2003      | 2004 | Miami                  | 16 - 14  | Estatal de Florida     |
| 2004      | 2005 | Sur de California      | 55 - 19  | Oklahoma               |
| 2005      | 2006 | Estatal Pensilvania    | 26 - 23  | Estatal de Florida     |
| 2006      | 2007 | Louisville             | 24 - 13  | Wake Forest            |
| 2007      | 2008 | Kansas                 | 24 - 21  | Tec. de Virginia       |
| 2008      | 2009 | Tec. de Virginia       | 20 - 7   | Cincinnati             |
| 2009      | 2010 | Iowa                   | 24 - 14  | Tec. de Georgia        |
| 2010      | 2011 | Stanford               | 40 - 12  | Tec. de Virginia       |
| 2011      | 2012 | West Virginia          | 70 - 33  | Clemson                |
| 2012      | 2013 | Estatal de Florida     | 31 - 10  | Norte de Illinois      |
| 2013      | 2014 | Clemson                | 40 - 35  | Estatal de Ohio        |
| 2014      | 2014 | Tec. de Georgia        | 49 - 34  | Estatal de Mississippi |
| 2015      | 2015 | Clemson                | 37 - 17  | Oklahoma               |
| 2016      | 2016 | Estatal de Florida     | 33 - 32  | Míchigan               |
| 2017      | 2017 | Wisconsin              | 34 - 24  | Miami                  |
| 2018      | 2018 | Alabama                | 45 - 34  | Oklahoma               |
| 2019      | 2019 | Florida                | 36 - 28  | Virginia               |
| 2020      | 2021 | Texas A&M              | 41 - 27  | North Carolina         |
| 2021      | 2021 | Georgia                | 34 - 11  | Michigan               |
| 2022      | 2022 | Tennessee              | 31 - 14  | Clemson                |
| 2023      | 2023 | Georgia                | 63 - 3   | Estatal de Florida     |
| 2024      | 2025 | Notre Dame             | 27 - 24  | Penn State             |

## Equipos destacados
| Equipo        | Participaciones | Victorias | Conferencia                           |
| ------------- | --------------- | --------- | ------------------------------------- |
| Oklahoma      | 20              | 12        | Big Eight / Big 12                    |
| Nebraska      | 17              | 8         | Big Eight / Big 12                    |
| Florida State | 11              | 5         | Independiente / ACC                   |
| Miami         | 10              | 6         | SIAA / independiente / Big East / ACC |
| Alabama       | 9               | 4         | SEC                                   |
| Georgia Tech  | 7               | 4         | SEC / independiente / ACC             |
| Clemson       | 7               | 4         | SoCon / ACC                           |
| Penn State    | 6               | 4         | Independiente / Big Ten               |
| Notre Dame    | 6               | 3         | Independiente                         |
| Colorado      | 5               | 2         | Big Eight / Big 12 / Pac-12           |
| LSU           | 5               | 2         | SEC                                   |
| Georgia       | 4               | 3         | SEC                                   |
| Florida       | 3               | 3         | SEC                                   |
| Texas         | 2               | 2         | Southwest / Big 12                    |
| USC           | 2               | 2         | Pac-12                                |

## Récords
| Equipo                             | Record, Equipo vs. Rival                                                                                           | Año       |
| ---------------------------------- | --- | --------- |
| Más puntos anotados                | 70, West Virginia vs. Clemson                                                                                      | 2012      |
| Más puntos anotados (perdedor)     | 35, Ohio State vs. Clemson                                                                                         | Jan. 2014 |
| Más puntos en conjunto             | 103, West Virginia (70) vs. Clemson (33)                                                                           | 2012      |
| Menos puntos permitidos            | 0, 8 veces, más reciente: Miami (FL) vs. Nebraska                                                                  | 1992      |
| Mayor victoria                     | 55, Alabama (61) vs. Syracuse (6)                                                                                  | 1953      |
| Yardas totales                     | 605, Mississippi State vs. Georgia Tech                                                                            | 2014      |
| Yardas terrestres                  | 452, Georgia Tech vs. Mississippi State                                                                            | 2014      |
| Yardas aéreas                      | 456, Florida vs. Maryland                                                                                          | 2002      |
| First downs                        | 33, Mississippi State vs. Georgia Tech                                                                             | 2014      |
| Menos yardas permitidas            | 28, Bucknell vs. Miami                                                                                             | 1935      |
| Menos yardas terrestres permitidas | –8, Missouri vs. Navy                                                                                              | 1961      |
| Menos yardas aéreas permitidas     | 0, compartido por: Holy Cross vs. Miami Tennessee vs. Rice                                                         | 1946 1947 |
| Individual                         | Récord, Nombre, Equipo                                                                                             | Año       |
| Yardas totales                     | 280, Tavon Austin, West Virginia vs. Clemson (123 recepción, 117 regreso, 40 terrestres)                           | 2012      |
| Touchdowns totales                 | 4, compartido por: Tavon Austin, West Virginia vs. Clemson Johnny Rodgers, Nebraska vs. Notre Dame                 | 2012 1973 |
| Yardas terrestres                  | 206, Ahman Green, Nebraska vs. Tennessee                                                                           | 1998      |
| Touchdowns terrestres              | 3, más reciente: Synjyn Days, Georgia Tech vs. Mississippi State Justin Thomas, Georgia Tech vs. Mississippi State | 2014      |
| Yardas aéreas                      | 453, Dak Prescott, Mississippi State vs. Georgia Tech                                                              | 2014      |
| Pases de touchdown                 | 6, Geno Smith, West Virginia vs. Clemson                                                                           | 2012      |
| Yardas por recepción               | 227, Sammy Watkins, Clemson vs. Ohio State                                                                         | 2014      |
| Recepciones de touchdown           | 4, Tavon Austin, West Virginia vs. Clemson                                                                         | 2012      |
| Tackleadas                         | 31 (total), Lee Roy Jordan, Alabama vs. Oklahoma 13 (solo), más reciente: Brian Bosworth, Oklahoma vs. Penn State  | 1963 1986 |
| Capturas                           | 4, Rusty Medearis, Miami vs. Nebraska                                                                              | 1992      |
| Intercepciones                     | 3, Bud Hebert, Oklahoma vs. Florida State                                                                          | 1980      |
| Jugadas largas                     | Récord, Nombre, Equipo                                                                                             | Año       |
| Touchdown terrestre                | 94, Larry Smith, Florida vs. Georgia Tech                                                                          | 1967      |
| Pase de touchdown                  | 92, Nyqwan Murray de Deondre Francois, Florida State vs. Michigan                                                  | 2016      |
| Regreso de Kickoff                 | 100, C. J. Jones, Iowa vs. USC                                                                                     | 2003      |
| Regreso de despeje                 | 87, Willie Reid, Florida State vs. Penn State                                                                      | 2006      |
| Regreso de Intercepción            | 94, David Baker, Oklahoma vs. Duke                                                                                 | 1958      |
| Regreso de Fumble                  | 99, Darwin Cook, West Virginia vs. Clemson                                                                         | 2012      |
| Despeje                            | 82, Ike Pickle, Mississippi State vs. Duquesne                                                                     | 1937      |
| Gol de campo                       | 56, Greg Cox, Miami vs. Oklahoma                                                                                   | 1988      |

- Fuente:[1] : 55–64